# XandriaSexShop
Xandria es una de las empresas distribuidoras de juguetes sexuales y productos eróticos más grandes en los Estados Unidos. La empresa se inició como un catálogo de guías de educación sexual y de productos sexuales con tecnologías de apoyo para personas con discapacidades.

## Origen de Xandria
La empresa Xandria fue fundada en 1974 por la fisioterapeuta Gaye Raymond y su esposo Roy Raymond, el fundador de la famosa cadena internacional de lencería Victoria’s Secret. 
La filosofía de los Raymond era que la gente con discapacidades tienen derecho a disfrutar de una vida sexual plena, igual que cualquier otra persona. Por eso crearon el primer catálogo de Xandria, el cual incluía principalmente guías de educación sexual, vibradores y objetos para la masturbación diseñados para las personas con limitaciones físicas causadas por amputaciones o por enfermedades degenerativas como la artritis.
Los Raymond vendieron la compañía Xandria en 1984 y los nuevos dueños expandieron el inventario con productos sexuales para uso del público en general, incluyendo varios tipos y marcas de preservativos, consoladores, vibradores, lubricantes sexuales, bombillas para el pene, afirmadores de la erección, lencería, manuales de sexualidad, guías de posiciones sexuales, literatura erótica y juegos sexuales. En 1999, Xandria agregó también vídeos pornográficos distribuidos por la empresa 1st Skin.
Los nuevos dueños también fundaron un grupo de asesoría para la compañía, compuesto de expertos en las ramas de salud y sexualidad humana. Sus miembros han incluido la famosa sexóloga y escritora Betty Dodson; el periodista Michael Castleman, quien se especializa en reportajes médicos y quien escribió el Playboy Magazine Advisor por varios años; y la psicoanalista clínica Louanne Cole, quien ahora escribe para la sección de sexualidad “Sex Matters” de la revista de Internet WebMD.
Xandria inauguró una tienda virtual en 1997, convirtiéndose en una de las primeras empresas en vender productos sexuales por Internet. Varias revistas estadounidenses famosas y otros medios de comunicación han publicado artículos favorables acerca de esta compañía, incluyendo Playboy, Esquire, Hustler y Men’s Fitness.

## Actualidad
Xandria continua ofreciendo un catálogo para que sus clientes puedan hacer compras por correo y por teléfono, pero la mayoría de las ventas se realizan por medio de su página de Internet, Xandria.com. La tienda virtual acepta varios tipos de tarjetas de crédito y hace entregas internacionales. Xandria nunca ha tenido tiendas reales, solo la virtual. 
Xandria.com también publica reportajes relacionados con la salud sexual e incluye secciones de preguntas y respuestas, cuentos eróticos y el Museo Virtual del Vibrador.
Varios juguetes sexuales de la colección de Xandria aparecen en la película Stash, una comedia protagonizada por el exmiembro del famoso show Saturday Night Live Tim Kazurinsky y la actriz de pornografía Marilyn Chambers. Stash trata de una empresa que se dedica a deshacerse discretamente de la colección de pornografía y juguetes sexuales de sus clientes después de que estos hayan muerto, para que los familiares no se enteren de que tenían esa clase de aficiones. La película ganó en el año 2007 el premio Remi de Oro en el prestigioso festival internacional de cine WorldFest de Houston, Texas.